# Susłogon brunatny
Susłogon brunatny (Urocitellus brunneus) – gryzoń z rodziny wiewiórkowatych występujący endemicznie na terenie amerykańskiego stanu Idaho. Susłogon brunatny po raz pierwszy został opisany przez Arthura H. Howella w 1928 roku i włączony do rodzaju Spermophilus. W 2009 roku amerykańscy zoolodzy Kristofer M. Helgen, F. Russell Cole, Lauren Helgen i Don E. Wilson przedstawili opracowanie rewidujące dotychczasowy podział systematyczny rodzaju Spermophilus. Spermophilus armatus został przez nich zaliczony do nowego rodzaju Urocitellus utworzonego z dawnego podrodzaju Urocitellus Obolenskij i otrzymał nazwę Urocitellus brunneus. Międzynarodowa Unia Ochrony Przyrody zaliczyła susłogony brunatne do gatunków krytycznie zagrożonych wymarciem i umieściła je w Czerwonej księdze gatunków zagrożonych w kategorii CR (critically endangered).